# 克雷布斯河 (罗达赫河支流)
50°12′5.8″N 11°17′8.4″E / 50.201611°N 11.285667°E
克雷布斯河（德語：Krebsbach）是德國巴伐利亚州的河流，位於該國東南部，屬於罗达赫河的右支流，河道全長3.8公里，河口處在屈普斯以南。